# St Grada and Holy Cross

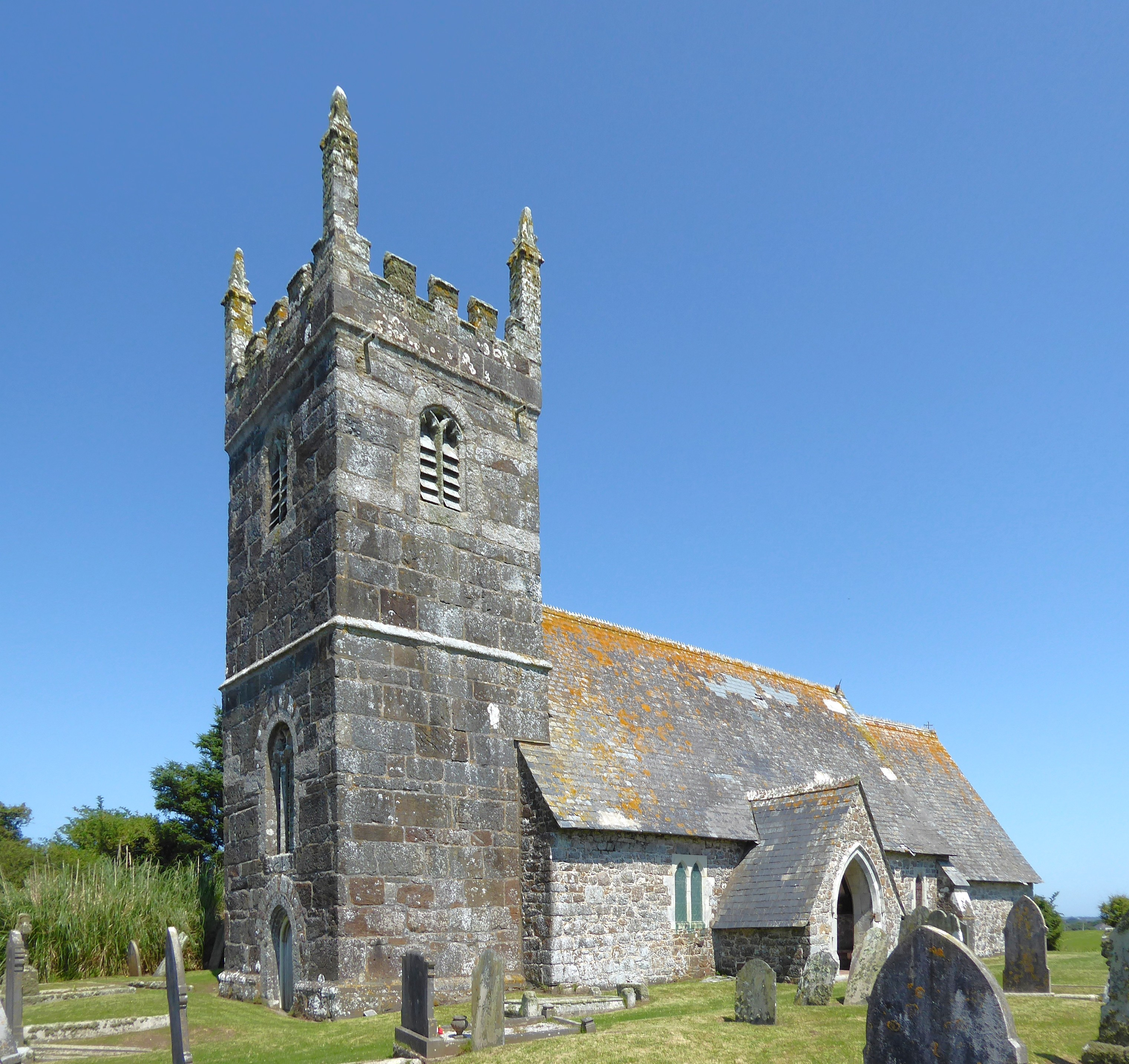
Kirche St Grada and Holy Cross

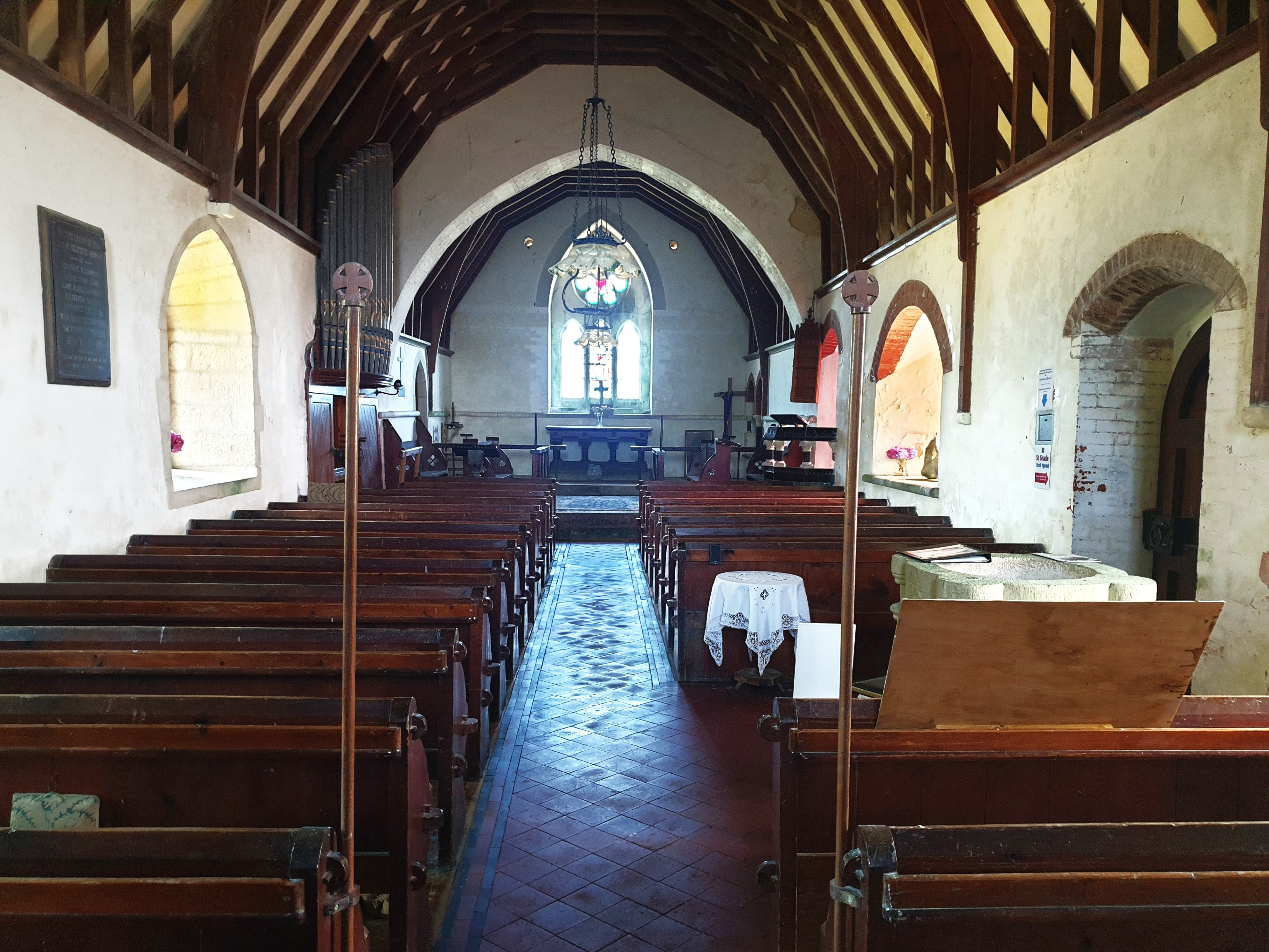
Inneres, Blick durch das Langhaus Richtung Chor

St Grada and Holy Cross ist eine anglikanische Kirche der Church of England in Grade, einer kleinen Ortschaft nördlich des Lizard Point in Cornwall. Die Kirche steht frei auf einem Feld und ist als Landmarke weithin sichtbar. Das Gotteshaus ist seit dem Jahr 1957 als Kulturdenkmal der Kategorie Grade I eingestuft.

## Geschichte
Die Kirche war ursprünglich nur dem keltischen Heiligen Grada gewidmet, über dessen Leben nichts mehr bekannt ist. Das Patrozinium wurde durch das Heilige Kreuz ergänzt, als der Kreuzritter Sir Roger Whalesborough der Legende nach aus dem Heiligen Land einen Partikel vom Kreuz Christi mitgebracht und als Dank für die Rettung aus Seenot an der Küste vor der Kirche diesen in St Grada hinterlassen habe soll. Ein Inventar der Kirche aus dem Jahr 1553 ist der letzte Beleg für das Vorhandensein eines silbernen Behälters mit der Reliquie des Kreuzes. Eine Taube führte die Gemeinde von St Grada der Überlieferung nach an die Küste zum angespülten Ritter. Daran erinnert heute die Darstellung einer Taube im  Buntglasfenster im Ostchor der Kirche.
Der Westturm der Kirche wurde um 1400 errichtet. Der Chorraum und das Kirchenschiff, die im 13. und 14. Jahrhundert erbaut worden waren, wurden im Jahr 1862 unter Einbeziehung einiger Reste des früheren Baumaterials wiederaufgebaut, dabei wurde beim heutigen Südportal ein spitzbogiges Portal aus dem 14. Jahrhundert wiederverwendet. Der Taufstein aus Granit stammt aus dem 13. Jahrhundert, er steht auf einem quadratischen Sockel mit achteckigem Schaft und vier Ecksäulen. Die Orgel der Kirche wurde durch das englische National Pipe Organ Register (NPOR) im Jahr 2025 als Grade I gelistet. Das im Jahr 1885  durch den Orgelbauer Brewer & Co aus Truro für St Grada geschaffene Instrument befindet sich in einem sehr guten Erhaltungs- und Originalzustand der Erbauungszeit.